# Budynek rządowy we Frankfurcie nad Odrą

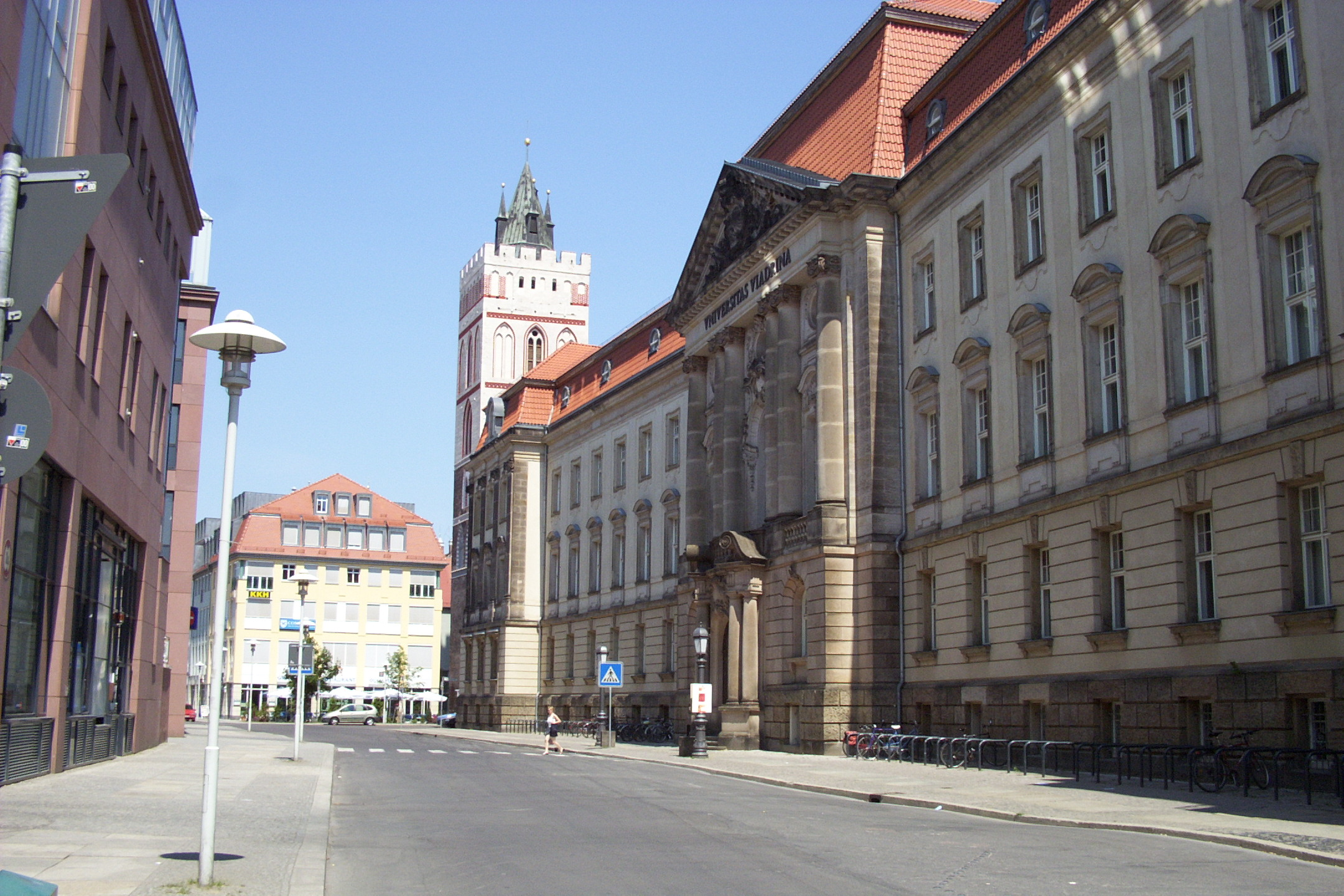
Główne wejście do budynku od strony zachodniej, w tle wieża Kościoła Mariackiego

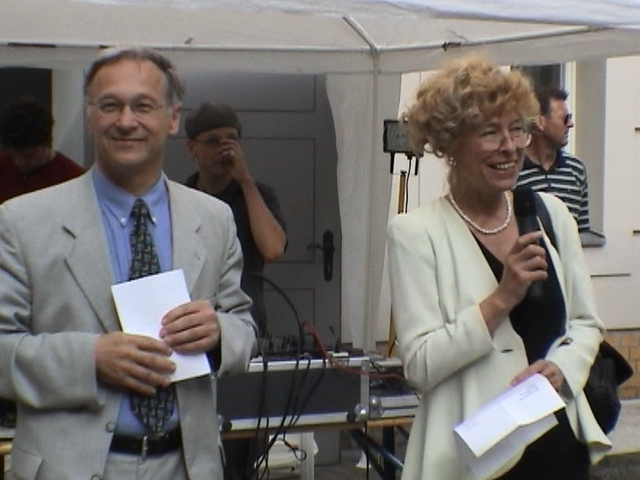
Martin Patzelt i Gesine Schwan podczas imprezy na wewnętrznym dziedzińcu budynku (2002).

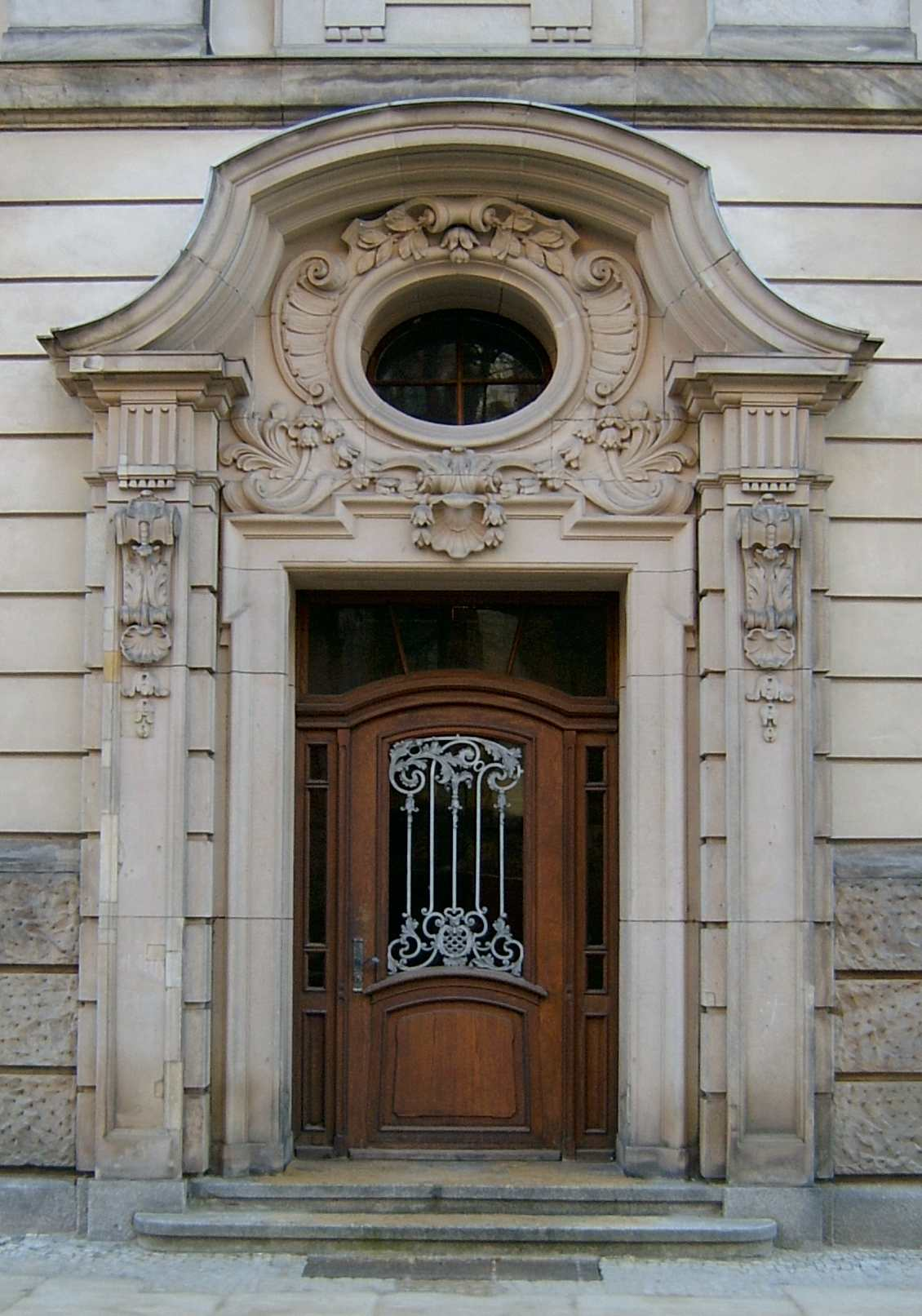
Północne wejście przy Regierungsstraße

Budynek rządowy we Frankfurcie nad Odrą (niem. Regierungsgebäude) – budynek w ścisłym centrum Frankfurtu nad Odrą, znajdujący się przy Große Scharrnstraße 59. Od 1991 główny gmach Uniwersytetu Europejskiego Viadrina i uniwersyteckiej biblioteki.

## Historia
Wybudowany w latach 1898–1903 w stylu neoklasycystycznym na miejscu starej szkoły miejskiej. Projekt architektoniczny przygotowany został pod kierunkiem Heinricha Klutmanna, inspektorem budowlanym został natomiast Traugott von Saltzwedel.
Do budynku od strony północnej przylega Regierungsstraße, od wschodniej – Große Oderstraße, od południowej – Logenstraße, od zachodniej zaś – Große Scharrnstraße.
Pierwotnie siedziba pruskich władz regionu Regierungsbezirk Frankfurt (stąd nazwa Regierungsgebäude).
Od początku 1934 regionalna siedziba Gestapo.
W latach 1968–1976 vis-à-vis głównego wejścia wzniesiono biurowiec Oderturm.
Od 1 lipca 1990 urzędował w nim nowo powstały urząd skarbowy (Finanzamt). Wkrótce potem podjęto decyzję o ulokowaniu w budynku rządowym reaktywowanego w 1991 Uniwersytetu Viadrina, dlatego urząd skarbowy musiał przenieść się do opuszczonych przez wojska radzieckie dawnych koszar Eichhorna przy Müllroser Chaussee.
W latach 1992–1993 gruntownie wyremontowano dach budynku.

## Główni gospodarze

### Prezydenci okręgu rządowego
- 1908–1918 Friedrich Graf von Schwerin
- 1918–1919 Carl von Fidler
- 1919–1930 Ludwig Bartels
- 1930–1932 Wilhelm Fitzner
- 1932–1933 Kurt Schönner

### Rektorzy uniwersytetu
- 1991–1993: Knut Ipsen
- 1993–1999: Hans Weiler
- 1999–2008: Gesine Schwan
- 2008–: Gunter Pleuger